# Onthophagus kirki
Onthophagus kirki är en skalbaggsart som beskrevs av Frey 1975. Onthophagus kirki ingår i släktet Onthophagus och familjen bladhorningar. Inga underarter finns listade i Catalogue of Life.